# だんだんバス
だんだんバス（DANDAN BUS）は、鳥取県米子市で運行されているコミュニティバス。愛称の「だんだん」とは雲伯方言で「ありがとう」を意味する言葉である。

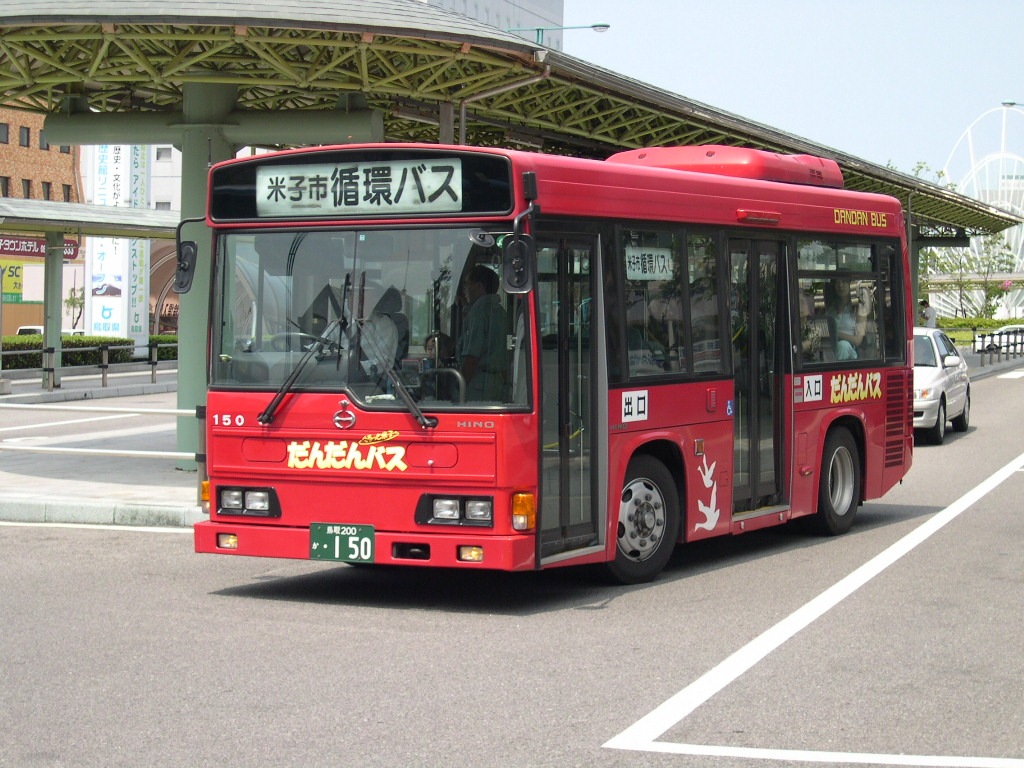
日ノ丸自動車

米子駅を起点とする3ルートが運行されており、日本交通・日ノ丸自動車が運行を担当している。

## 概要
- 料金は以下の通りとなっている。
  - 大人（中学生以上）150円、小学生100円、障害者等50円、幼児は無料。
    - 日本交通及び日ノ丸自動車が発行する路線バス定期券（大人（中学生以上）のみ）を提示すると、運賃が割引（大人（中学生以上）100円）となる[注釈 1]。この場合、運賃の支払いに交通系ICカードは利用できないので注意が必要である。
    - 日本交通及び日ノ丸自動車が発行する70歳以上の高齢者向け路線バス定期券「グランド70」を提示すると、運賃が無料となる。
- 2024年10月28日からICOCA等交通系ICカード全国相互利用サービス対応の10カードが利用可能。なお、簡易端末での対応となるため、バス車内でのチャージには対応していないので注意が必要である。チャージ可能なバス関連施設はない。PiTaPa交通利用エリアではないため、PiTaPaで乗車した場合には他の交通系ICカードと同様、プリペイド方式での利用となる。
- チャージはJR西日本等のICOCAエリア内の自動券売機設置駅[注釈 2]、コンビニエンスストア、セブン銀行ATM、ローソン銀行ATM（新型機のみ）、イオングループの店舗、しまむらグループの店舗、ツルハグループの店舗（調剤薬局を除く）等で可能（ただしPiTaPaは自動券売機設置駅に限る）。
- ICOCAはJR西日本等のICOCAエリア内の「みどりの窓口」「みどりの券売機」「みどりの券売機プラス」設置駅にて発売（発行事業者・発売事業者はJR西日本となる。バス窓口では発売しない）[注釈 3]。また、ICOCA定期券は発売しない。
- 「だんだんバス」専用回数券（「どんぐりコロコロ」「よねぎーバス」[注釈 4]には使用できない）
  - 500円券（50円券の11枚綴り）、1,000円券（100円券の11枚綴り）、1,500円券（150円券の11枚綴り）
- 「だんだんバス」専用定期券（紙定期券のみ（ICOCA定期券は発売しない）「どんぐりコロコロ」「よねぎーバス」[注釈 4]には使用できない）
  - 1か月大人（中学生以上）4,500円、小学生3,000円、障害者等1,500円。
- わいわいパス（米子市内大人（中学生以上）600円、小学生300円、広域大人（中学生以上）1,000円、小学生500円。障害者等の割引はない）
  - デジタルチケットで、平日は10時以降、土休日は終日利用可能。
- 鳥取藩乗放題手形（3日間1,800円）でも利用可能。
- なお、他社の一般路線の乗車券類は使用できない。
- なお、1月1日は全便運休となる。

## 沿革
- 2001年7月1日 運行開始。当初の料金は大人・小学生100円、障害者等50円、幼児は無料で、現金のみの取り扱いであった。
- 2007年10月1日 大人の料金を150円に値上げ（小学生、障害者等、幼児は従来通り）。同時に専用回数券を発売。
- 2012年4月1日 より安全性と定時性を確保するため、余裕を持たせたダイヤに変更[1]。
- 2017年3月30日 専用車両をポンチョに変更[2]。
- 2020年4月1日 路線番号を導入[3][4][5][6]。だんだんバスは[11]となる。
- 2021年12月1日 新路線となる「歴史コース」「まちなかコース」の試験運行開始。従来の路線は「だんだんコース」に変更[7]。
- 2024年4月1日 「歴史コース」「まちなかコース」を本格運行に移行[8]。こちらの専用車両もポンチョに変更。
- 2024年5月8日 従来、「だんだんコース」が経由していた米子市道2985号米原二丁目5号線が廃止されたため、当分の間、義方小学校前 - 北高入口間を鳥取県道245号両三柳後藤停車場線 - 鳥取県道317号両三柳西福原線経由で迂回運行を実施。これは、同年5月28日、旧ホープタウン跡地にMEGAドン・キホーテが開業することを踏まえ、周辺道路の交通安全確保を図るためである。迂回運行中は錦町三丁目・後藤駅入口・ホープタウン前には停車しない[9][10]。
- 2024年10月28日 JR西日本のICカード乗車券「ICOCA」を導入（交通系ICカード全国相互利用サービス対応の10カードが利用可能）。簡易端末での対応となるため、バス車内でのチャージは不可となる。ICOCAはJR西日本等のICOCAエリア内の「みどりの窓口」「みどりの券売機」「みどりの券売機プラス」設置駅のみで発売する（発行事業者・発売事業者はJR西日本となり、日本交通・日ノ丸自動車での発売は無し）。ICOCA定期券は発売しない[11]。

## 現行路線
環状線ではあるが、全路線において1方向のみの営業であり、逆方向での営業は行っていない。
だんだんコース（日本交通・日ノ丸自動車）
1周9.2km、50分。30分間隔、21便（土曜日・日曜日・祝日は19便）運行。
- [11] 米子駅→商工中金前→裁判所前→大学病院→米子港→後藤駅入口→メガドンキホーテ前→循環天満屋前→ふれあいの里→髙島屋前→市役所入口→米子駅
  - 最終2便を除き、米子駅でそのまま乗車可能。

歴史コース（日ノ丸自動車）
1周26分。60分間隔、9便（土曜日・日曜日・祝日は8便）運行。
- [12] 米子駅→米子城前→大学病院→裁判所前→寺町通り→髙島屋前→市役所入口→米子駅
  - 米子駅でそのまま「まちなかコース」へ乗車可能。

まちなかコース（日ノ丸自動車）
1周24分。60分間隔、9便（土曜日・日曜日・祝日は8便）運行。
- [13] 米子駅→西部総合事務所・糀町庁舎前→ふれあいの里→髙島屋前→裁判所前→大学病院→米子駅
  - 最終1便を除き、米子駅でそのまま「歴史コース」へ乗車可能。

## 車両
小型ノンステップバス（日野自動車のポンチョ・車椅子対応）3台（「だんだんコース」2台（日本交通・日ノ丸自動車各1台）・「歴史コース」→「まちなかコース」1台（日ノ丸自動車））で運行。なお、これら専用車が使用できない場合は、日本交通及び日ノ丸自動車の一般車両（運行経路に狭隘区間があるため、中型・小型バスに限定）を用いた運行が行われる。この場合、車体に「だんだんバス」の表示を貼り付けてあり、整理券は発行されず、車内自動放送も一般路線とは異なる。
2017年3月29日までは、小型ノンステップバス（日野自動車のレインボーHR7m・車椅子対応）2台で運行されていた。
試験運行期間の「歴史コース」と「まちなかコース」は中型ノンステップバス1台で運行され、「試験運行中」という横断幕やマグネットシートを取り付けていた。